# Campionato francese di rugby a 15 1903-1904
Il Campionato francese di rugby a 15 di prima divisione 1903-1904 fu vinto dallo Stade bordelais UC che sconfisse lo Stade français in finale.

## Campionati regionali
- Regione della Senna:   Stade français batte Vélo Sport Chartres 29-0 (a Chartres)
- Regione del Rodano:  FC Lyon batte Marsiglia per forfait
- Regione della Garonna: Stade bordelais UC batte US Ecole Vétérinaire de Toulouse 3-0 (a Bordeaux)

## Finale della provincia
| 1904 | Stade bordelais UC | 10 – 3 | F.C. Lyon |  |

## Finale
| Arbitro: | William Williams |

| |            | |
| mete: < Bruneau | Marcatori  | |
| Jean Guiraud, Pascal Laporte, Maurice Bruneau, René Gorry, Hélier Thil, Jean Rachou, André Lacassagne, Gérald Branca, Jacques Dufourcq, Pierre Terrigi, Carlos Deltour, Edmond Proustey, Louis Mulot, Camille Galliot, Marc Giacardy | Formazioni | Alexandre Pharamond, G.Barry, Stuart Forsyth, Francis Mouronval, Henri Marescal, Bernard Galichon, Henri Amand, Charles Beaurin, Allan Henry |